# Warteck
Ne doit pas être confondu avec Warbeck, Walbeck ou Warnecke.
Warteck est une brasserie fondée en 1856 produisant la bière du même nom. Elle appartient désormais au groupe Carlsberg.

## Histoire
Warteck est fondée en 1856, à Bâle, par Niklaus Emanuel Merian-Seeber (1828-1872) qui fonctionne d'abord comme un débit de boissons. C'est son frère Benjamin qui fournit la bière de sa brasserie.
Le nom « Warteck » provient de l'expression allemande « die Warte-Ecke », soit le coin d'attente ou secteur d'attente.
Le 8 mai 2012 s'est ouvert le musée Warteck sur l'emplacement du lieu de production.
Warteck appartient depuis 1989 à Feldschlösschen et donc au groupe Carlsberg depuis 2000.

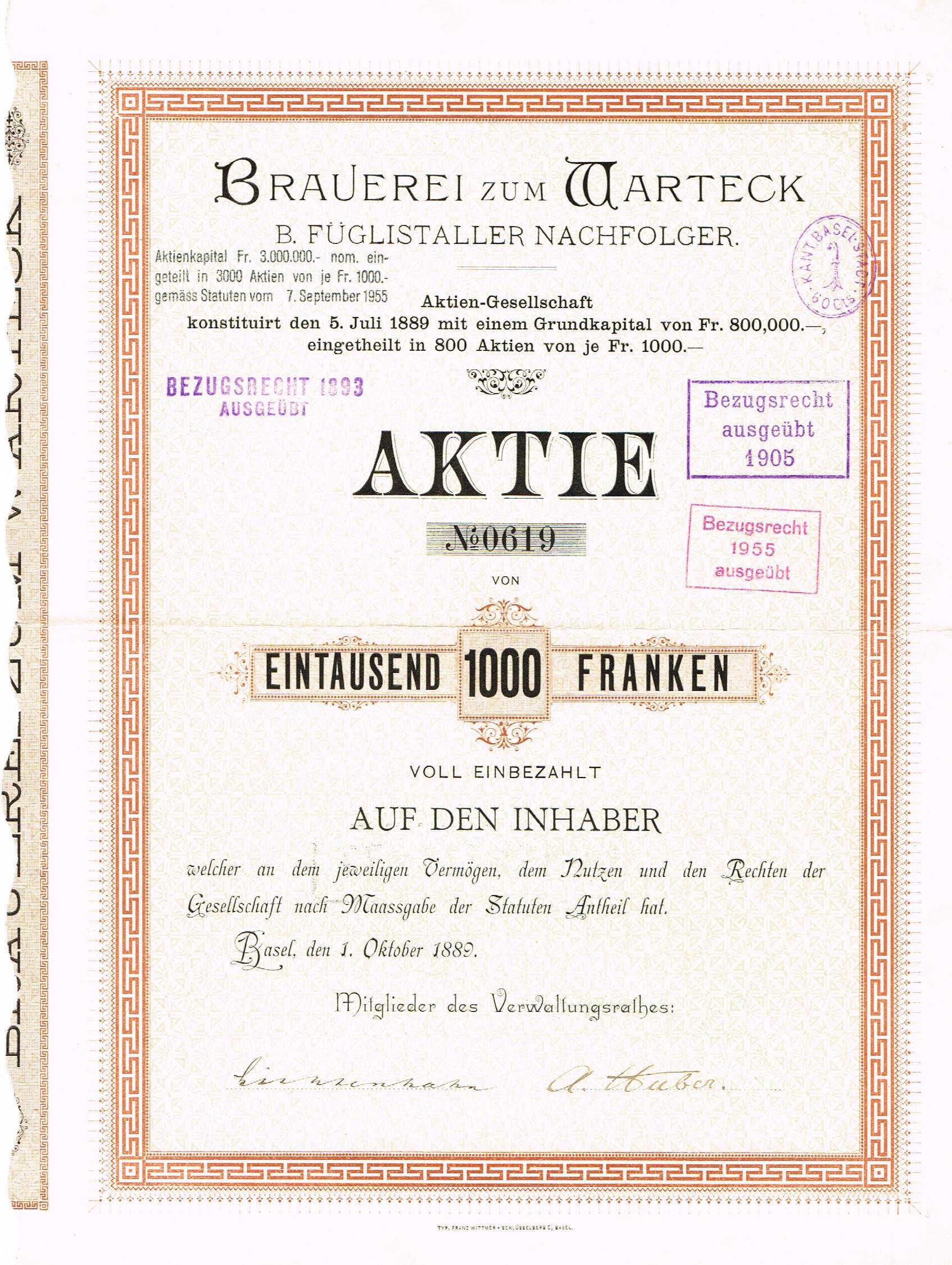
Action de la Brasserie zum Warteck en date du 1. Octobre 1889
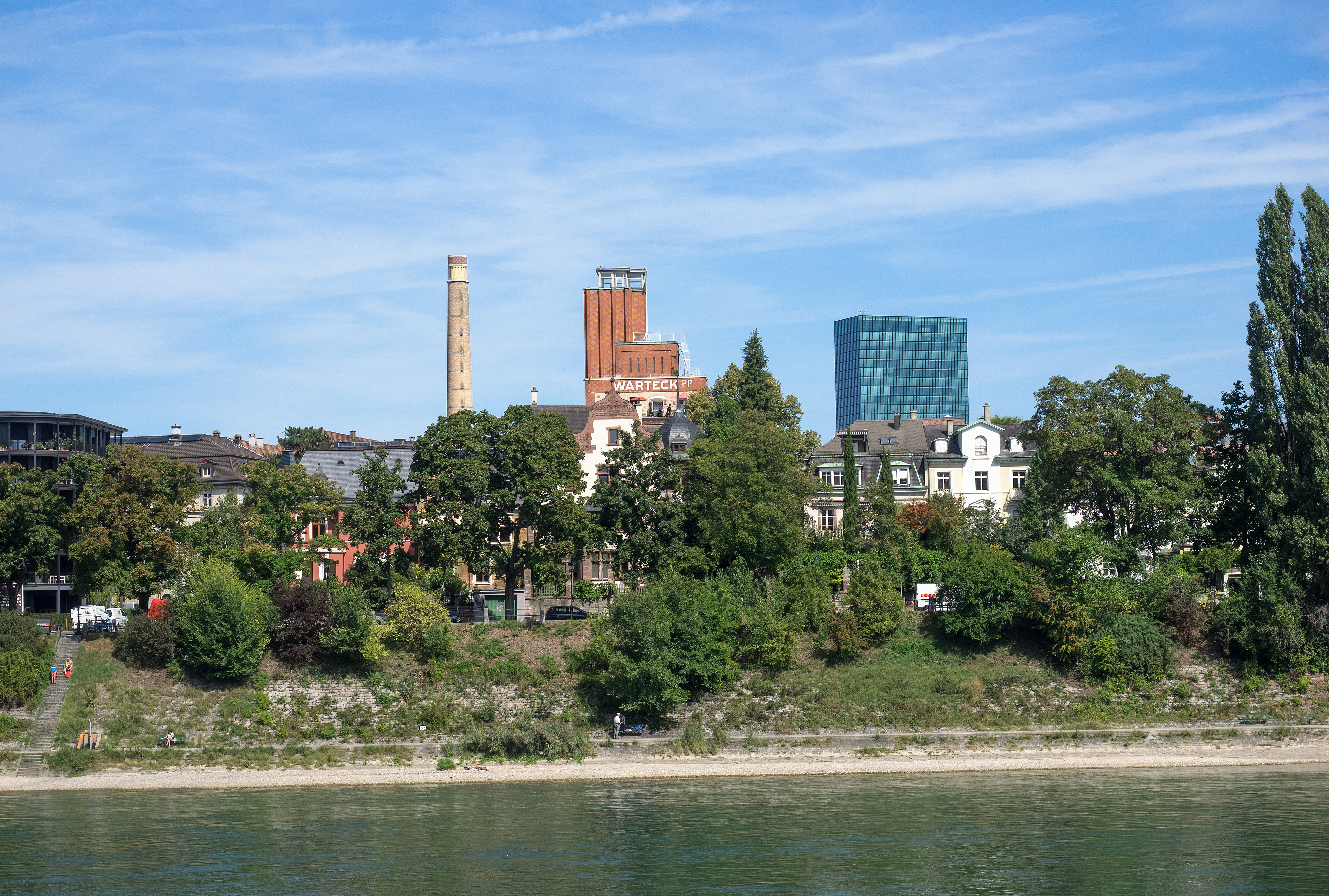
Brasserie Warteck
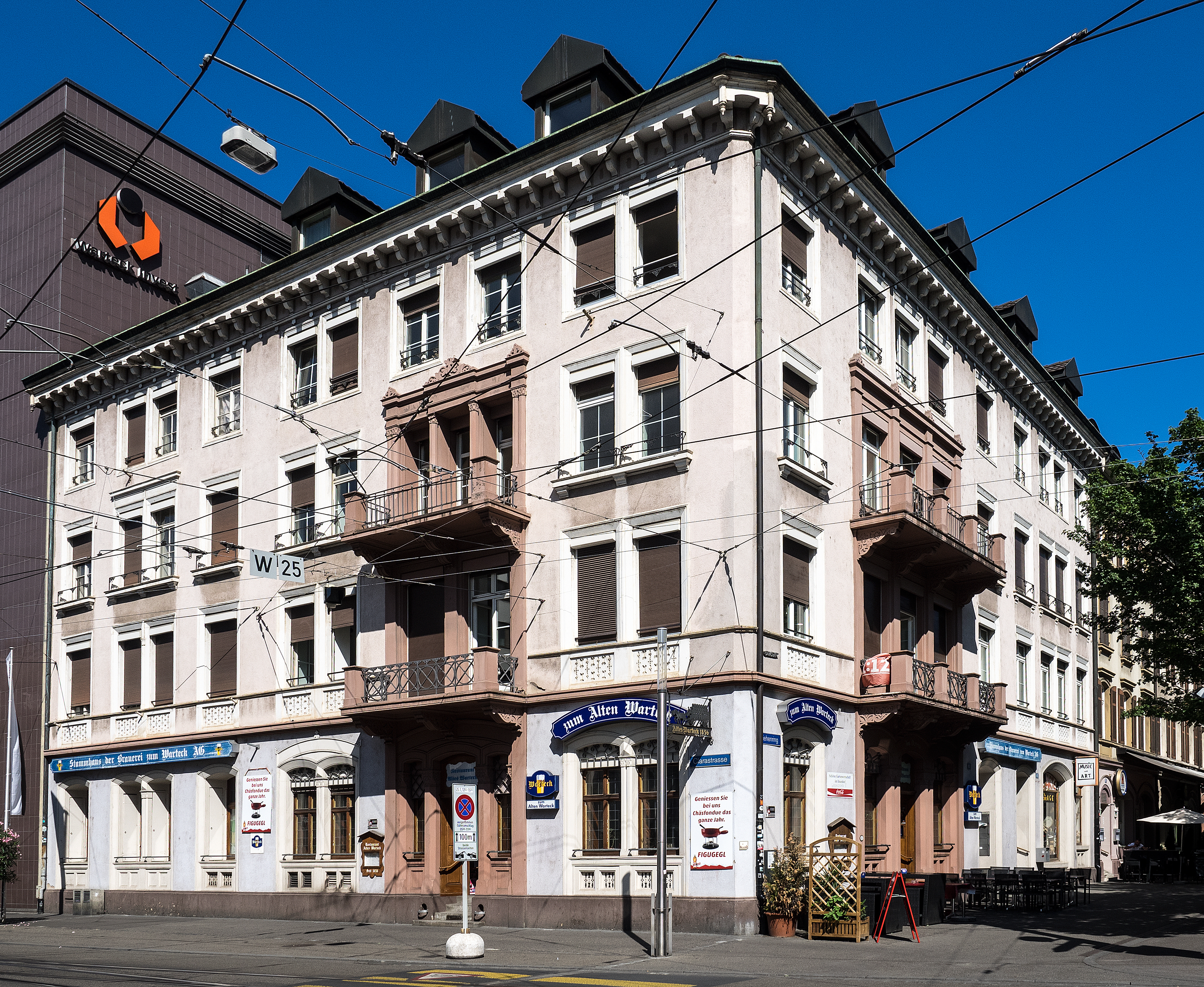
Restaurant "zum alten Warteck", en 2015.
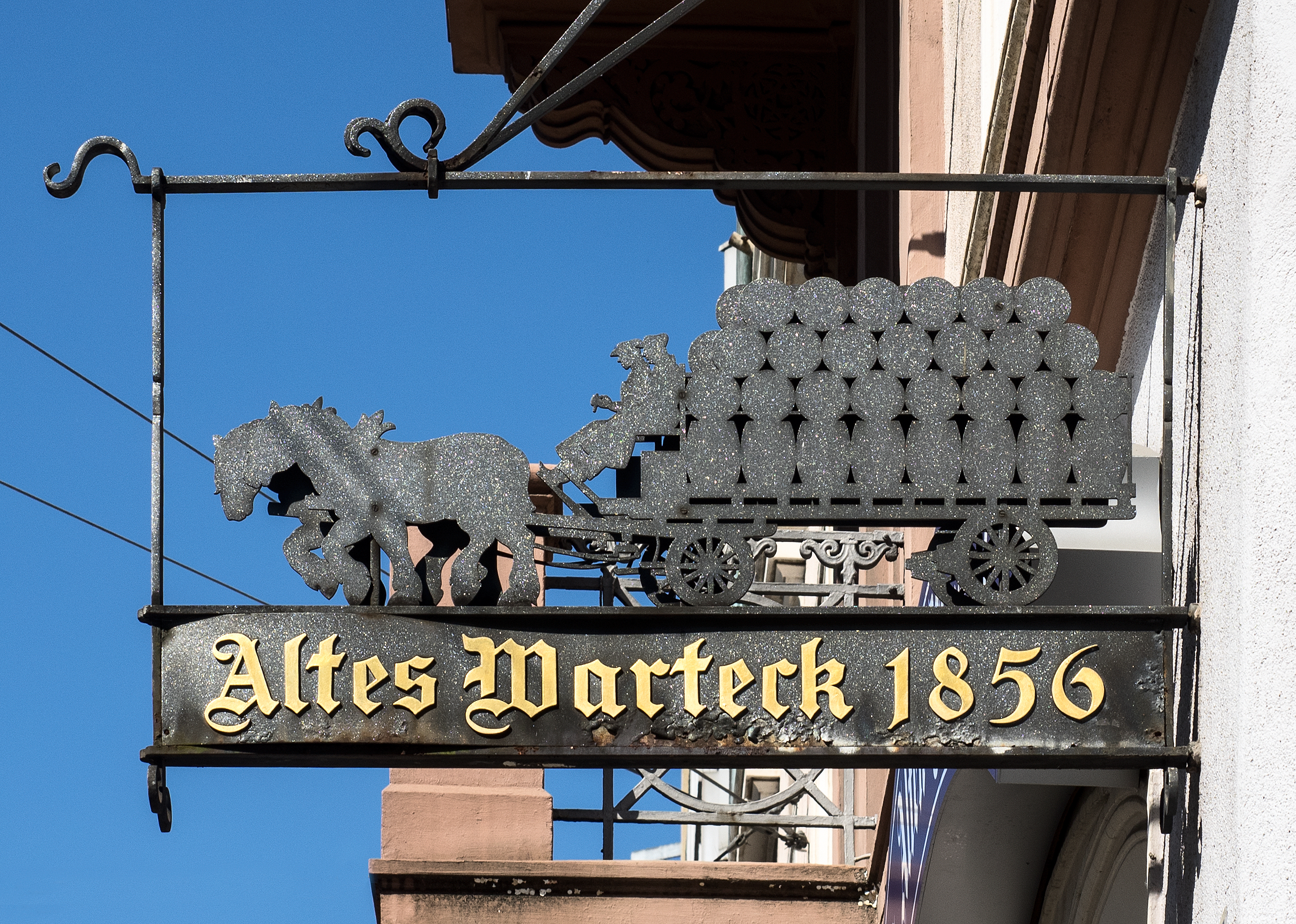
panneau au restaurant